# توتنهام هوتسبير موسم 2019–20
كان موسم 2019–20 هو الموسم الثامن والعشرون لتوتنهام هوتسبير في الدوري الإنجليزي الممتاز والموسم الثاني والأربعين على التوالي في الدرجة الأولى من نظام الدوري الإنجليزي لكرة القدم. إلى جانب الدوري المحلي، تنافس النادي في كأس الاتحاد الإنجليزي وكأس رابطة الأندية الإنجليزية ودوري أبطال أوروبا. كما شهد هذا الموسم أيضًا أول موسم كامل على ملعب توتنهام هوتسبير، بعد اللعب في غالبية الموسم السابق على ملعب ويمبلي.
بدأ توتنهام الموسم بشكل سيئ، حيث لم يفز سوى في ثلاث من أصل 12 مباراة خاضها في الدوري، بالإضافة إلى خروجه من كأس رابطة الأندية الإنجليزية المحترفة على يد كولشيستر يونايتد. أدى هذا إلى إقالة ماوريسيو بوتشيتينو في 19 نوفمبر 2019، ليحل محله جوزيه مورينيو في اليوم التالي.   في كأس الاتحاد الإنجليزي، أُجبر توتنهام على خوض مباراة إعادة مرتين، ما تطلب أربع مباريات للتقدم إلى الدور الخامس حيث استضاف نورويتش سيتي. وصلت المباراة إلى الوقت الإضافي، وكانت النتيجة التعادل 1-1، فانتقلت المباراة إلى ركلات الترجيح. فاز نورويتش بركلات الترجيح 3-2 وأطاح بتوتنهام.
مع ظهور جائحة كوفيد-19، تم تأجيل مباريات الدوري الإنجليزي الممتاز لكرة القدم في مارس، بما في ذلك مباريات توتنهام ضد مانشستر يونايتد ووست هام.  أصدر الدوري الإنجليزي الممتاز والاتحاد الأوروبي لكرة القدم بيانًا مشتركًا آخر يقضي بتمديد التأجيل حتى 30 أبريل.  وفي وقت لاحق، تم تمديد تأجيل الموسم مرة أخرى، هذه المرة إلى أجل غير مسمى.  في نهاية المطاف، استؤنف موسم توتنهام في 19 يونيو، عندما استضاف مانشستر يونايتد في مباراة انتهت بالتعادل 1-1 مع ستيفن بيرجوين على قائمة الهدافين. 
شهد الموسم قيام توتنهام بأقل عدد من التسديدات منذ أن بدأت شركة أوبتا في جمع البيانات خلال موسم 1997–98.  وشهدت العديد من هذه المباريات قرارات مثيرة للجدل من تقنية الفيديو، اثنتان منها كانتا ضد لوكاس مورا والتي أدت إلى إلغاء هدف هاري كين ضد شيفيلد يونايتد، بالإضافة إلى ركلة جزاء لم تُحتسب ضد بورنموث حيث دفع جوشوا كينغ كين من الخلف داخل منطقة الجزاء. وأكدت رابطة الدوري الإنجليزي الممتاز في وقت لاحق أن هذا كان في الواقع قرارًا خاطئًا. 
تم توثيق الموسم في مسلسل All or Nothing: Tottenham Hotspur على أمازون برايم فيديو. 